# إليزابيت غوستافسون
إليزابيت غوستافسون (بالسويدية: Elisabet Gustafson)‏ هي لاعبة كرلنغ سويدية، ولدت في 2 مايو 1964 في أوميو في السويد.

## وصلات خارجية
- إليزابيت غوستافسون على موقع الاتحاد الدولي للكرلنغ (الإنجليزية)
- إليزابيت غوستافسون على موقع اللجنة الأولمبية الدولية (الإنجليزية)
- إليزابيت غوستافسون على موقع أوليمبيديا (الإنجليزية)
- إليزابيت غوستافسون على موقع اللجنة الأولمبية السويدية (السويدية)